# 肝つぶし
肝つぶし（きもつぶし）は、古典落語の演目のひとつ。胆つぶし、肝潰しとも表記される。

## 概要
「肝をつぶす」という慣用句（＝大きく驚く意）をフィーチャーした噺。もとは上方落語の演目で、のちに同じ演題で東京に伝わった。
主な演者に上方の3代目桂米朝、2代目桂ざこば、東京の6代目三遊亭圓生などが知られる。

## あらすじ
男が、病気で寝ている友人（上方では「ヨシマ」こと吉松、東京では「タミ」こと民吉など）の見舞いに友人宅をたずねる。友人が「この病気は医者でも治せない『恋わずらい』だ」と告げるので、男は思わず吹き出す。男が詳しく訊きただすと、友人は以下のような経緯を語る。
友人はふんどし用のサラシを買うために呉服屋をたずねるが、先客がおり、番頭に長く待たされる。友人がしびれを切らせて帰りかけたところ、奥から出てきた店の娘にひと目ぼれをする。娘は友人に、「お詫びに反物を差し上げます」と話す。友人は「自分にはそれを服に仕立てることができる妻も母親もおらず、それはかえって困る」と言って断る。娘は「では、服を仕立てさせ、あとでお届けします」と約束する。しばらくして、裏長屋の友人宅に娘がやって来る。娘は身をかくすように戸を閉めきり、「番頭によって望まない縁談が進んでおり、店を飛び出してきたものの、行くところがありません。ここでかくまっていただけないでしょうか」と友人に取りすがる。ひとつしかない布団にふたりでくるまっていると、番頭が店の者を連れて友人宅の戸を破って押し入って来て、娘を連れて行ってしまう。
「そこで、ふと目を覚ました」「なんだ、その『目を覚ました』というのは」「すべて夢だったのだ」
友人が医者に聞いたところによれば、「夢の中の女に惚れて寝付いた場合は、年月そろって（＝生まれ年と生まれ月の十二支が同じに）生まれた女の生き肝を煎じて飲めば、何もかも忘れる」のだという。ただし「人ひとりを助けるために別のひとりを殺すなどということは医者にはできない」と、断られてしまったという。
男は帰り道に、母が「妹のお花は年月がそろっているので、誰にも言ってはならない」と言っていたことを思い出す。
男は家に帰り、お花と夕食をとりながら友人の病気について報告するが、お花の生き肝があれば友人が快癒するかもしれないことを話せず、思いつめる。
夜ふけ。男は包丁を研ぎ、お花が眠っている枕元へ向かい、お花の胸に包丁を付きつけて、独白する。「思えば俺は、両親に早いうちに生き別れ、あいつの親父に引き取られて、3人できょうだい同然に育った間柄だ。あいつの親父には、自分が盗みを犯した際に代わりに牢獄に入ってくれて、地獄のような罰の身代わりになってくれた恩がある。妹を殺してまであいつを助ける義理がなくても、あいつの親父が亡くなった今では、恩を返す相手はあいつしかいないのだ。生き肝を飲ませた後は、効果の有無にかかわらず、俺もお花の後を追う」男の頬から伝った涙が、お花の顔にかかり、お花は目を覚ます。目の前に包丁をかざした兄がいるために、お花は大きく驚く。男は「これは素人芝居の稽古で、寝ている女を殺す男を演じることになったのだ」と言ってごまかす。お花は「本当に、肝をつぶしたわ」とつぶやく。それを聞いた男は、
「肝がつぶれた? ああ、それでは、薬にならない」